# Aki (James Bond)
Aki is een personage uit de James Bondfilm You Only Live Twice (1967) gespeeld door actrice Akiko Wakabayashi.
Aki werkt voor zowel Dikko Henderson als Tiger Tanaka, met wie zij Bond in Tokio in contact brengt. Als Bond wordt opgeleid tot ninja, sluipt er midden in de nacht een moordenaar binnen in de woning waar Bond en Aki liggen te slapen. Langs een dun draadje laat de insluiper een aantal druppels vergif naar beneden lopen, recht boven Bonds mond. Als de druppels hun doel bijna hebben bereikt, draait Bond zich nietswetend om. Aki, die naast hem ligt, volgt hem zodat zij nu degene is die het gif opvangt. Op het moment dat zij het vergif argeloos van haar lippen likt, sterft ze onmiddellijk. Op dat moment schiet Bond wakker en weet de dader uit te schakelen.